# نفر (فرعون)
نفر، (بالإنجليزية: Nefer)‏، هو الفرعون السادس في الأسرة المصرية السادسة. 2197- 2193 ق.م. وقد ذكر في قائمة بردية تورينو وبانه تولى الحكم لمدة سنتين ويوم واحد فقط.